# Paolo Di Lauro
Paolo Di Lauro (* 26. August 1953 in Neapel) ist ein Boss der italienischen Camorra. Er wird mit Spitznamen auch „Ciruzzo 'o milionario“ („Schnuckelbär, der Millionär“) genannt, der von seinem Verhalten beim Glücksspiel herrührt.
Seit Ende der 1980er Jahre gilt er als Oberhaupt des Di-Lauro-Clans und war lange Zeit eine der einflussreichsten und prominentesten Figuren der in Neapel angesiedelten Camorra. Er gehörte zu den 30 meistgesuchten Personen Italiens und wurde im September 2005 in Neapel verhaftet.

## Leben

### Camorra-Clanchef
Der Di-Lauro-Clan agierte vor allem in den nördlichen Peripheriegebieten Neapels, wie Secondigliano und Scampia, wo sich im Laufe der 1990er Jahre einer der größten Drogenmärkte Europas entwickelte. Mit dem Drogenhandel, vor allem mit Kokain, erwirtschaftete der Clan enorme Gewinne, war aber auch in anderen Bereichen wie Waffenhandel und Produktfälschung (Herstellung gefälschter Modekleidung) aktiv und investierte auch in legale Sektoren der Wirtschaft. Paolo Di Lauro erzielte zu Spitzenzeiten schätzungsweise etwa 500.000 Euro im Monat.
Mit der Zeit gab Paolo Di Lauro – er hat elf Kinder – mehr Entscheidungsmacht an seine Söhne, vor allem an Cosimo Di Lauro (1973–2022), ab. Von 2003 an war Paolo Di Lauro vor der Polizei auf der Flucht und Cosimo übernahm stellvertretend die Führung des Clans.

### Faida di Scampìa
Im Jahre 2004 kam es zu einem Bandenkrieg, bekannt als „Faida di Scampìa“, zwischen dem Clan der Di Lauro und den sogenannten „scissionisti“ (it.: Abspalter), bestehend aus Familien, die bis dahin dem Di-Lauro-Clan angehört hatten. Hierfür waren u. a. vermutlich von den Di-Lauro-Söhnen veranlasste Reformen verantwortlich. Als Anführer der „scissionisti“ galt Raffaele „’o spagnolo“ Amato. Dieser Krieg wurde von beiden Seiten mit skrupelloser Härte geführt und forderte allein im ersten Jahr 150 Tote, darunter auch praktisch Unbeteiligte wie Gelsomina Verde, eine Ex-Freundin eines „scissionista“.

### Verhaftung
Die Fehde erregte zu viel Aufsehen, so wurden nach und nach viele hochrangige Angehörige beider Seiten, darunter auch Raffaele Amato und Cosimo Di Lauro (Verhaftung Januar 2005), von der Polizei verhaftet. Am 16. September 2005 gelang es, Paolo Di Lauro zu verhaften, der vermutlich aufgrund der Fehde zurückgekehrt war. Nach Angaben der Polizei habe man den Aufenthaltsort von Paolo Di Lauro herausgefunden, weil dieser bei einem Fischhändler seinen Lieblingsfisch bestellen ließ.
Wahrscheinlicher ist aber wohl, dass eine Paolo Di Lauro nahestehende Person das Versteck verraten hat. Einen Tag nach der Verhaftung wurde in der Tat eine grässlich entstellte Leiche gefunden, deren Verstümmelungen (abgeschnittene Ohren, ausgehöhlte Augen, Kreuz in die Lippen geschnitten etc.) darauf hinwiesen, dass der Di-Lauro-Clan diesen Mann für den Informanten gehalten hatte.
Paolo Di Lauro beendete kurz nach seiner Verhaftung den Bandenkrieg, den „scissionisti“ wurde die Autonomie gewährt. Persönliche Rachefehden dauerten (und dauern) allerdings noch an.
Paolo Di Lauro wurde 2005 zu 30 Jahren Gefängnis verurteilt.